# U.S. Marshals (filme)
U.S. Marshals (bra: U.S. Marshals - Os Federais; prt: U.S. Marshals - A Perseguição) é um filme dos Estados Unidos de 1998 dirigido por Stuart Baird.

## Sinopse
Desta vez, o Delegado federal Samuel Gerard (Tommy Lee Jones) é escalado para acompanhar um voo cheio de prisioneiros, onde encontra-se "Mark Sheridan" (Wesley Snipes), acusado de duplo assassinato, no decorrer da viagem tentam matar Mark Sheridan fato que provoca a queda do avião, fazendo com que Mark consiga fugir. Gerard então resolve recapturá-lo, mas a trama fica mais complexa quando a realidade é confrontada com o relato oficial.

## Recepção
No site agregador de críticas Rotten Tomatoes, 27% das 33 avaliações dos críticos são positivas. O Metacritic, que usa uma média ponderada, atribuiu ao filme uma pontuação de 47 em 100, baseado em 17 críticos, indicando críticas "mistas ou médias".